# زیبین کاز
زیبین کاز (انگلیسی: Sabin Carr; ۴ سپتامبر ۱۹۰۴ – ۱۲ سپتامبر ۱۹۸۳) ورزشکار پرش با نیزه اهل ایالات متحده آمریکا بود.